# 極限救援
《極限救援》（英語：Braven）是一部2018年加拿大和美國合拍的動作驚悚片，林·奧汀的長片導演處女作，湯瑪斯·帕阿·西貝特（Thomas Pa'a Sibbett）編寫劇本，傑森·摩莫亞、蓋瑞特·狄拉漢特、吉兒·華格娜和史帝芬·朗主演。講述摩莫亞飾演的伐木公司所有者因一袋意外出現的毒品而使家人陷入危機，他使出渾身解數利用各種伎倆對來迎戰毒販及其傭兵團。主要拍攝於2015年12月在加拿大纽芬兰岛進行。
《極限救援》於2018年2月2日在美國上映，評價兩極但以正面居多。

## 劇情
伐木公司的所有者兼家庭成員喬·布瑞芬與妻子史蒂芬妮和女兒夏洛特住在一塊。喬的父親林登因頭部受傷而遭受腦部創傷，在將一個女性誤認為其妻子之後，喬進入酒吧與人發生鬥毆；導致林登住院治療，喬不願聽從醫生建議將父親送進療養院。在史蒂芬妮的建議下，喬和林登決定在僻靜的山間小屋裡度過一段時光，夏洛特則偷偷躲在車後跟著兩人。
喬的同事威斯頓是名卡車司機，他受到毒販哈雷特招募加入他們的行列，但威斯頓拒絕。威斯頓的卡車意外失事，使兩人將藏在伐木中的毒品取出，並將其藏在喬的小木屋中，之後被警察巡邏車接走。哈雷特將車禍事件報告給他的雇主卡森。
喬發現了屋內的毒品，他將夏洛特藏在儲藏室裡，然後被卡森的僱傭兵所包圍。當威斯頓試圖扮演中間人的角色時，卡森殺死了他。因該處手機信號不足而無法尋求幫助，手持弓箭的喬和持槍的林登在隨後的對峙中殺死了一些敵人。由於需要到高處才能獲取移动网络，喬帶著毒品袋騎著全地形車離開房子，而夏洛特則被藏在毯子下。喬中途讓夏洛特下車，指示她爬到山上，用手機向母親呼救。史蒂芬妮接到電話後又打給當地警長。盤旋回來，喬擊敗了更多卡森的士兵。卡森找到了袋子，但裡頭沒有東西。卡森發現喬將夏洛特送往何處後，派遣了一名僱傭兵雷德利來尋找她。儘管哈雷特成功進入木屋，但被林登用箭刺死。林登隨後撤退，後來被另一名僱傭兵埃辛頓槍擊而倒地。
雷德利追上夏洛特之前，手持弓箭的史蒂芬妮攻擊了對方，然後逃離。同時，喬返回木屋，殺死僱傭兵克雷與埃辛頓。史蒂芬妮被雷德利追趕時，夏洛特被警長接走。卡森綁架了林登當人質，喬嘗試保護父親的命，但對方用刀致命地刺死了林登。卡森射倒了警長並從木屋中逃脫，隨後取回了丟失的毒品。喬追趕他，經過激烈的刀戰後，將卡森推下懸崖，殺死了對方；此前喬利用連結樹枝的捕熊夾纏住自己的腳，讓自己沒有跟著掉落谷底。解開束縛後，喬與史蒂芬妮和夏洛特團聚。

## 演員
- 傑森·摩莫亞飾演喬·布瑞芬（Joe Braven）
- 蓋瑞特·狄拉漢特飾演卡森（Kassen）
- 扎恩·麥克拉農飾演哈雷特（Hallett）
- 吉兒·華格娜（英语：Jill Wagner）飾演史蒂芬妮·布瑞芬（Stephanie Braven）
- 史帝芬·朗飾演林登·布瑞芬（Linden Braven）
- 布萊登·佛雷切飾演威斯頓（Weston）
- 薩莎·羅索夫（Sasha Rossof）飾演夏洛特·布瑞芬（Charlotte Braven）

## 製作
2015年9月3日，根據邁克·尼隆（Mike Nilon）和湯瑪斯·帕阿·西貝特（Thomas Pa'a Sibbett）創作的故事——動作驚悚片《極限救援》批准拍攝，由傑森·摩莫亞主演，林·奧汀執導，這也是後者執導的首部長片作品。摩莫亞將與他的搭檔布萊恩·安德魯·門多薩（Brian Andrew Mendoza）透過製片公司吉普賽人的驕傲（Pride of Gypsies）參與製作。2015年12月14日，蓋瑞特·狄拉漢特加入飾演大反派。
主要拍攝始於2015年12月上旬，在加拿大纽芬兰岛進行。

## 發行
《極限救援》於2018年2月2日在美國上映，2018年7月24日在加拿大以DVD首映發行。2020年9月8日登上第十届北京國際電影節。

## 反響
《極限救援》整體評價褒貶不一，但仍以好評居多。在爛番茄上根據31條評論，新鮮度77%，平均得分為5.9／10。在Metacritic上，基於10位評論家的評論，電影得到61分（滿分100），代表「普遍好評」。

## 外部連結
- 互联网电影数据库（IMDb）上《極限救援》的资料（英文）